# Liste des évêques de Cavaillon
Pour un article plus général, voir Diocèse de Cavaillon.
Liste des évêques de Cavaillon
(Dioecesis Cavallicensis)
L'évêché a été supprimé le 29 novembre 1801 et son territoire diocésain rattaché à celui de l'archidiocèse d'Avignon. Depuis janvier 2009, Cavaillon est restauré en tant que siège titulaire de l'Église catholique.

## Sont évêques
- vers 389-vers 393 : saint Genialis
- 439-451 : Julien[1] (ou Julianus[2], ou Julius[3])
- vers 459 : Porcien (ou Porcianus)
- 517-529 : Philagrius
- 549-554 : Prétextat (ou Prætextatus) ; participe au concile de Paris (553) et au concile d'Arles de 554.
- vers 568 - vers 589 : saint Véran[4] (ou Wrain, ou Veranus, ou Uranus[3])
- 589-788 : siège vacant
- vers 788-791 : Loup (ou Lupus)
- vers 875 : Hildebold (ou Hildeboldus)
- 906-916 : Renard (ou Réginard[3])
- Ardiard[5] (ou Ardiardus)
- vers 951 : Héribert (ou Heribertus)
- vers 972 : Didier Ier[1] (ou Desiderius[2])
- 976-979 : Walcaud[1] (ou Valcaudus[2])
- vers 982 : Thierry[1] (ou Theodoricus[2])
- 991-1014 : Enguerrand[1] (ou Ingilramn[2])
- vers 1031-1032 : Pierre Ier (ou Petrus)
- 1040-1055 ou 1056[6] : Clément (ou Clemens)
- 1070-1075 : Raoul[1] (ou Radulfus[2])
- 1080[7] ou 1082[8]-† 1095 : Didier II[1] (ou Desiderius[2])
- vers 1103 : Jean Ier (ou Joannes)
- 1140[8] ou 1148[7]-1154[7] ou 1155[8] : Alfant (ou Alfantus)
- 1156-1178 : Benoît (ou Benedictus)
- 1179-1183 : Pons Ier (ou Pontius)
- 1184-1202 : Bermond (ou Bermundus)
- 1203-1222[7] ou vers 1225[8] : Bertrand Ier de Durfort
- vers 1230[8] ou 1232[7]-vers 1250 : Geoffroi Ier[1] (ou Gaufridus[2])
- 1251-† juin 1261 : Rostaing Belinger (ou Rostagnus)
- 1267-1277 : Giraud[1] (ou Giraldus[2])
- 1278-vers 1280 : André Ier (ou Andreas)
- 1282-1301[7] ou 1310[8] : Bertrand II Imbert
- 1311-1317 : Pons II Auger de Laneis[1] (ou Pontius II Alger de Laneis[2])
- 1322-18 juin 1326[7] ou vers 1327[8] : Geoffroi II[1] (ou Gaufridus[2])
- vers 1330 : Bérenger[9] (ou Berengarius (Ier))
- vers 1332 : Raimond (ou Raymundus)
- 3 août 1334-1366 : Philippe de Cabassole (ou Philippus, ou Philippe de Cabassolle), également patriarche de Jérusalem (1361), et qui sera cardinal en 1368 († 27 août 1372).
- 1366-1387 : François Ier de Cardaillac
- 1387-1395 : Hugues de Magialla (ou Hugo)
- 1395-vers 1403 : André II (ou Andreas)
- vers 1405 : Pierre II (ou Petrus)
- vers 1408[10] : Guillaume Ier (ou Guilielmus)
- vers 1409-1421 : Nicolas de Johannaccio[1] (ou de Joannicio[2])
- 1421-1424[8] ou 1427[7] : Guillaume II (ou Guilielmus)
- 1426[8] ou 1427[7]-vers 1430 : Bernard Carbonet de Riez[1] (ou Bernardus Carbone de Riez[2])
- vers 1432 : Ferrier Galbert[1] (ou Gailbert[2])
- 1433[8] ou 25 septembre 1434[7]-† 1436 : Jean II de La Roche (ou Joannes)
- 1437-25 septembre 1439 : Barthélémi (ou Bartholomæus)
- 1439-† 28 janvier 1447 : Pierre III Porcher (ou Petrus)
- 1447[7] ou 1449[8]-1476[7] ou 1478[8] : Palamède de Carretto (ou Palamedes)
- vers 1484 : Toussaint de Villeneuve
- vers 1496 : Jean III Passert (ou Joannes de Passeribus[3])
- vers 1501 : Louis Ier Passert (ou Ludovicus)
- 28 avril 1501-† 1507 : Bernardin Gambéria (ou Bernardinus, ou Béranger (II), ou Berengarius[11])
- vers 1510-† 13 août 1524 : cardinal (1517) Jean-Baptiste Ier Pallavicini
- 1525-† 24 juin 1537 : Marius Maffei
- 1538[8] ou 1541[7]-† 3 juillet 1541 : cardinal (1535) Jérôme Ier Ghinucci[12] (ou Hieronymus)
- 1541-vers 1568 : Pierre IV Ghinucci (ou Petrus)
- 1569-† 28 février 1584 : Christophe Scotti
- 1584-1585 : Dominique Grimaldi (ou Dominicus)
- 1585-1591 : Pompée Rochi de Lucques[1] (ou Pompeius Rochius[13])
- 1592-1596 ou 1597[14] : François II Bordini[1] (ou Jean IV François Bordini[2])
- 1597-† 1608 : Jérôme II Centelles (ou Hieronymus)
- 1610-1616 : Octave Mancini (ou Octavius)
- 1616-† 13 janvier 1646 : Fabrice de La Bourdaisière
- 23 septembre 1646-1657 : Louis II de Fortia (ou Ludovicus)
- 1657-† 23 juillet 1659 : François III Hallier
- 7 mars 1660-† 27 juin 1663 : Richard de Sade
- 5 septembre 1665-† 19 décembre 1707 : Jean-Baptiste II de Sade de Mazan
- janvier 1709-2 juin 1742 : Joseph de Guyon de Crochans
- 2 août 1742-décembre 1756 : François-Marie de Manzi[1] (ou Franciscus-Maria, ou François-Marie de Mansi[15])
- 1756-† 5 septembre 1760 : Pierre-Joseph Artaud (ou Petrus-Josephus)
- 16 février 1761-1790 : Louis-Joseph-Crispin des Achards de La Baume (ou Ludovicus-Josephus Crispinus des Achards de La Baume), évêque titulaire jusqu'à sa mort survenue le 16 février 1793; dernier évêque avant la suppression du siège.

## Sources
- LA GRANDE ENCYCLOPEDIE inventaire raisonné des sciences, des lettres et des arts - volume neuvième, page 941 - Paris (1885-1902).
- TRESOR DE CHRONOLOGIE, D'HISTOIRE ET DE GEOGRAPHIE pour l'étude et l'emploi des documents du Moyen Âge, par M. le comte de Mas-Latrie; pages 1405 et 1406 - Paris - V. Palmé (1889) (consultable sur https://gallica.bnf.fr)
- L'ANNUAIRE PONTIFICAL, sur le site http://www.catholic-hierarchy.org, à la page